# Hołoblewszczyzna
Hołoblewszczyzna – dawny folwark i majątek. Tereny, na których były położony, leżą obecnie na Białorusi, w obwodzie grodzieńskim, w rejonie oszmiańskim, w sielsowiecie Holszany.

## Historia
W czasach zaborów folwark w gminie Holszany, w powiecie oszmiańskim, w guberni wileńskiej Imperium Rosyjskiego. W 1905 roku liczył 37 mieszkańców, 286 dziesięcin, własność Bronowskiego.
W latach 1921–1945 folwark i majątek leżały w Polsce, w województwie wileńskim, w powiecie oszmiańskim, w gminie Holszany.
W 1931 folwark w 1 domu zamieszkiwało 6 osób, majątek w 2 domach - 29 osób.
Wierni należeli do parafii rzymskokatolickiej i prawosławnej w Holszanach. Miejscowość podlegała pod Sąd Grodzki w Holszanach i Okręgowy w Wilnie; właściwy urząd pocztowy mieścił się w Holszanach.

## Dwór Hołoblewszczyzna Bronowskich

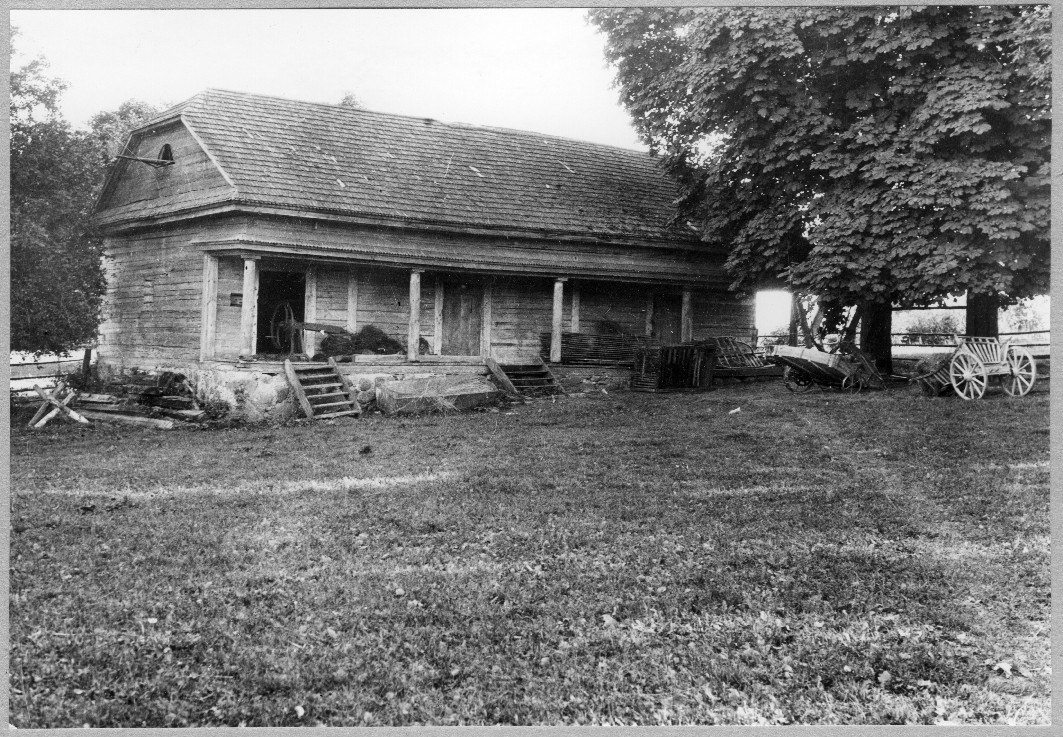
Świren

Najprawdopodobniej na początku XIX wieku Bronowscy wznieśli tu drewniany, parterowy dwór, który przetrwał do II wojny światowej. Był to dom zbudowany na planie prostokąta, tynkowany na biało z wysokim, gontowym dachem naczółkowym. Wejście stanowił ganek o dwóch parach smukłych kolumn podtrzymujących trójkątny szczyt.
Obok stał co najmniej tak stary, niewielki, parterowy, drewniany świron, stojący na wysokiej kamiennej o podobnym jak dwór dachu naczółkowym z galeryjką od strony dziedzińca, składającą się z pięciu kolumienek i pilastrów podpierających wystający daszek.
Dziś po dworze i folwarku nie ma śladu na zaoranym polu.
Majątek Hołoblewszczyzna został opisany w 4. tomie Dziejów rezydencji na dawnych kresach Rzeczypospolitej Romana Aftanazego.